# Traitement de la vigne
 (juillet 2021).
Si vous disposez d'ouvrages ou d'articles de référence ou si vous connaissez des sites web de qualité traitant du thème abordé ici, merci de compléter l'article en donnant les références utiles à sa vérifiabilité et en les liant à la section « Notes et références ».

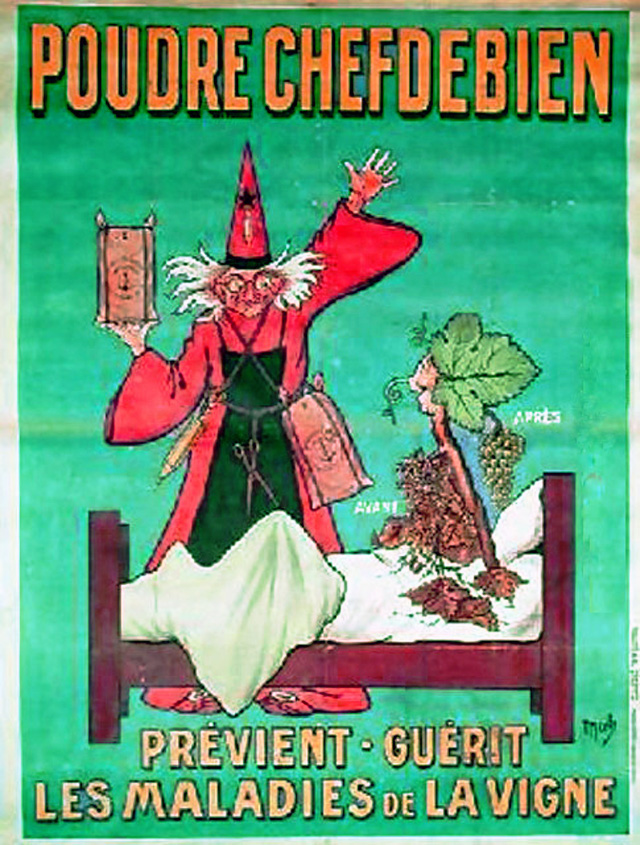
La poudre Chefdebien, fabriquée au début du XXe siècle à Prades, mélange de stéarite et de cuivre, dont l'efficacité était discutable

 Les traitements de la vigne sont les applications de produits appropriés que le vigneron effectue sur la vigne à différentes époques en prévention des maladies du feuillage et des grappes, en complément d'autres soins. Les dégâts aux vignes sont dus à des maladies cryptogamiques (mildiou, oïdium, pourriture grise, black-rot…) et à des ravageurs tels que le cochylis, l'eudémis…

## Historique

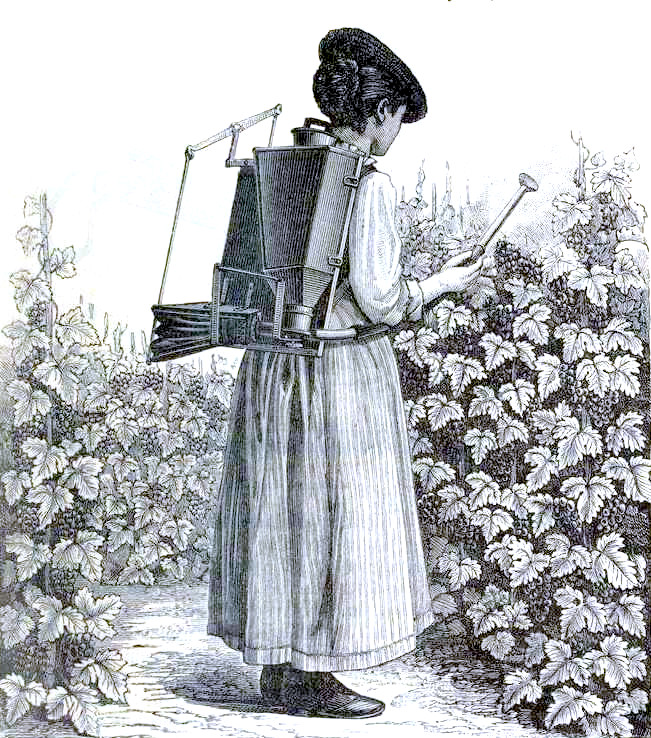
Soufreuse Phénix à grand travail - Illustration de l'article « Appareils pour le traitement des maladies cryptogamiques de la vigne » - 1988.

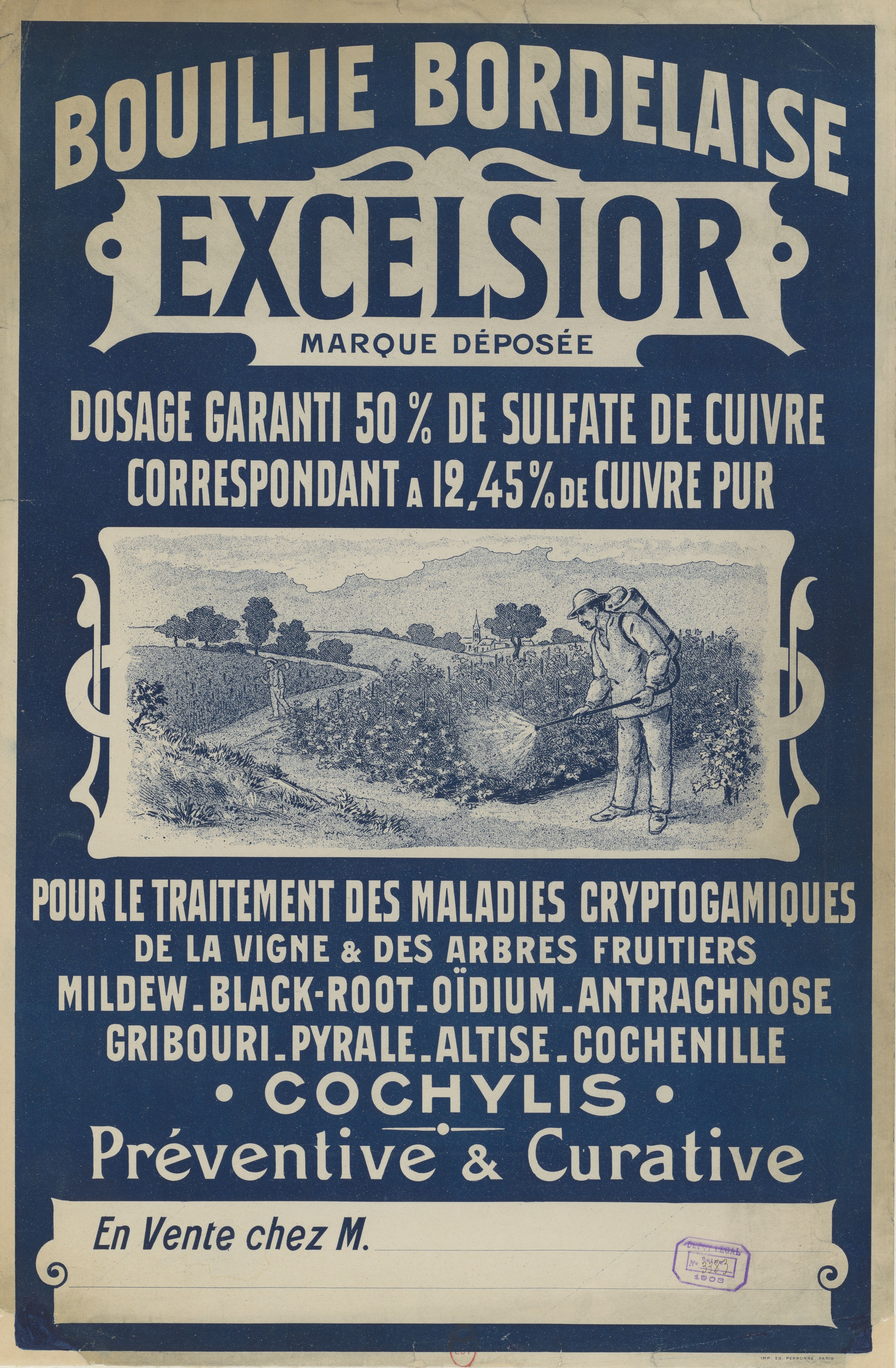
Bouillie bordelaise - 1903.

C'est au XIXe siècle que la majeure partie des maladies de la vigne apparaissent. C'est à la suite des désastres qu'ils causent dans le vignoble que des traitements apparaissent comme nécessaires, voire indispensables. La plupart seront mis au point dès le début du siècle suivant, notamment à base de cuivre et de soufre.

## Nécessité de traiter la vigne
Tous les cépages sont sensibles aux maladies. Leur sensibilité varie d'un cépage à l'autre, mais aucun n'est immunisé naturellement.
En cas d'absence de traitement, ou de non réussite du traitement à cause de la météo, un plant peut être infecté par tout germe transporté par le vent. Les zones infectées vont à leur tour contaminer les autres parties du plant et/ou les plants voisins. La maladie s'étend ainsi de proche en proche.
Le plant touché perd de sa vigueur et produit moins de raisin, qui a de plus un goût dénaturé.
Si l'absence de traitement se poursuit, comme dans les parcelles abandonnées, la maladie progresse d'année en année et ces plants deviennent des foyers de contamination pour les autres parcelles, même à grande distance. On est alors obligé de les arracher.
Quand un plant est touché, il est très difficile de le guérir car les moyens de lutte « curatifs » contre les principales maladies sont limités.
La lutte est donc principalement « préventive ». Elle est quasi incessante et constitue une préoccupation constante du viticulteur.
Certaines années (2012 pour l'oïdium) la pression est tellement forte que les vignes restent infectées pour les années suivantes. il faut alors déployer de gros efforts pour éradiquer la maladie. Mais on y arrive mal, ce qui explique que ces maladies soient devenues endémiques.

## Modes d'action des traitements

### Produits de contact
Les produits de contact, aussi appelés produits de surface, ont une action principalement préventive.
Ces produits n'agissent qu'à l'endroit précis où ils sont déposés sur la vigne. Toutes les parties du plant non recouvertes ne sont pas traitées et restent exposées à la maladie. Ils nécessitent donc une méthode d'application qui recouvre entièrement la surface des feuilles, ce qui est dans la pratique techniquement irréalisable, bien que de nombreux travaux d'améliorations aient été effectués par les fabricants de pulvérisateurs.
De plus, les nouvelles feuilles qui poussent n'auront pas été recouvertes de produit lors de la pulvérisation. Elles ne sont pas protégées et risquent donc d'être attaquées par la maladie. 
Ces produits restent sur les organes traités mais ils sont lessivables par la pluie, dès lors que les précipitations représentent 20 à 25 mm d'eau.
Par temps chaud, le soufre se sublime (s'évapore) et ses vapeurs viennent se redéposer sur toute la surface du plant. Ce phénomène se produit car le plant, et surtout ses feuilles, se refroidissent en évaporant de l'eau. Le soufre peut donc se condenser sur ces parties froides. La protection est ainsi complétée sur toute la surface du plant. Depuis la fin du printemps et jusqu'aux vendanges, il suffit de pulvériser de la poudre de soufre de manière grossière, pour obtenir une protection relativement efficace.
La maladie peut cependant s'installer pendant les périodes insuffisamment chaudes, d'humidité et de pluie.
Cuivre et/ou soufre doivent être renouvelés toutes les une à deux semaines suivant la météo ; plus fréquemment par temps lourd précédant les pluies (car ces champignons aiment les temps chauds et humides), et juste après la pluie pour remplacer le produit qui aura été délavé par la pluie. Le traitement peut se faire à condition qu'il n'y ait pas trop de vent pour que la pulvérisation soit possible.
Suivant les conditions météo, il peut être difficile de maintenir en permanence une protection suffisante, et il arrive même que la maladie gagne sans pouvoir la traiter correctement à l'aide des seuls produits agissant par contact. Il peut alors être nécessaire d'utiliser d'autres produits qui pénètrent davantage dans la plante et assurent une protection plus régulière.

### Produits pénétrants
Ce type de traitement a la particularité de pénétrer dans le végétal à l'endroit où il a été déposé. Il n'est donc pas lessivable, mais le végétal qui pousse après le traitement n'est pas protégé contre les maladies. En plus de son effet préventif (environ une dizaine de jours), il a aussi un effet curatif jusqu'à 2 à 3 jours après apparition de taches d'huiles (mildiou).
Pénétration trans-laminaire : ces produits traversent l'épaisseur de la feuille et peuvent ainsi protéger ses 2 faces. Certains produits possèdent aussi une légère systémie leur permettant de se répandre dans toute la feuille, protégeant ainsi les parties de feuilles qui ont grandi depuis le traitement.
Pour le mildiou, la matière active peut être le cymoxanil, à base d'acide cinnamique (CAA) comme le diméthomorphe, etc.
Pour l'oïdium il existe plusieurs familles : amidoxines, strobilurines, phénoxyquinoléines, carboxamides, benzophénone, etc.

### Produits systémiques
La substance active du produit migre dans l'ensemble du végétal, entrainée par la sève. Il n'est donc pas nécessaire que toute la surface de la plante soit atteinte par la pulvérisation pour que tout le plant soit protégé. Les organes nouvellement formés seront ainsi protégés par la substance active du produit. Ce type de produit protège le végétal existant, mais également les futures pousses.
Il a donc un pouvoir systémique et le délai de persistance est au minimum de 12 à 14 jours.
Contre le mildiou, il existe deux types de produits systémiques : ceux à base d'aliette (Fosétyl) et la famille de anilides.
Contre l'oïdium, il existe une plus grande variété de matières actives: amines (triforine), carbamates (benomyl), Penconazole et ses nombreuses variantes, Spiroxamine, etc.
Ces matières actives ne sont généralement pas utilisés seules mais en association avec d'autres matières actives (de contact et/ou pénétrantes) qui permettent d'éradiquer les souches résistantes à l'une des matières actives.

### Stimulateurs de défenses naturelles (SDN)
Cette classe de produits renforce les défenses de la plante lui permettant de s'opposer par ses propres moyens aux attaques parasitaires ou fongiques.
Ces produits permettent entre autres le renforcement des parois cellulaires qui s'épaississent et se durcissent, l'auto-destruction des cellules infectées, la production de protéines qui vont dégrader la paroi du pathogène, la sécrétion de composés qui détruisent le pathogène et le déclenchement d'une résistance systémique dans toute la plante.
Ils peuvent fonctionner suivant différents principes, éliciteur ou potentialiseur.

#### Produit éliciteur
Il permet à la plante, dès son application, de déclencher directement ses mécanismes de défense. Infectée ou non, la plante est dans un état de défense permanent.
Des essais réalisés avec des huiles essentielles, pour l'instant seulement en laboratoire, ouvrent des pistes de travail dans la lutte contre le mildiou.

#### Produit potentialisateur
Il déclenche les défenses en deux temps :
1. Comme pour l'éliciteur, la plante est dans un « état d’alerte », elle est prédisposée à réagir très vite en cas d’attaque.
2. L’attaque par le pathogène déclenche les mécanismes de défense.

Ces produits ne sont généralement pas utilisés seuls, mais en association avec les autres produits habituels dont ils permettent de réduire les doses de moitié environ.
Des essais montrent que des micro doses de sucres comme le fructose (entre 10 et 100 ppm) permettent de diviser la dose de cuivre pour un résultat identique au traitement cuprique habituel,.

## Les systèmes de pulvérisation

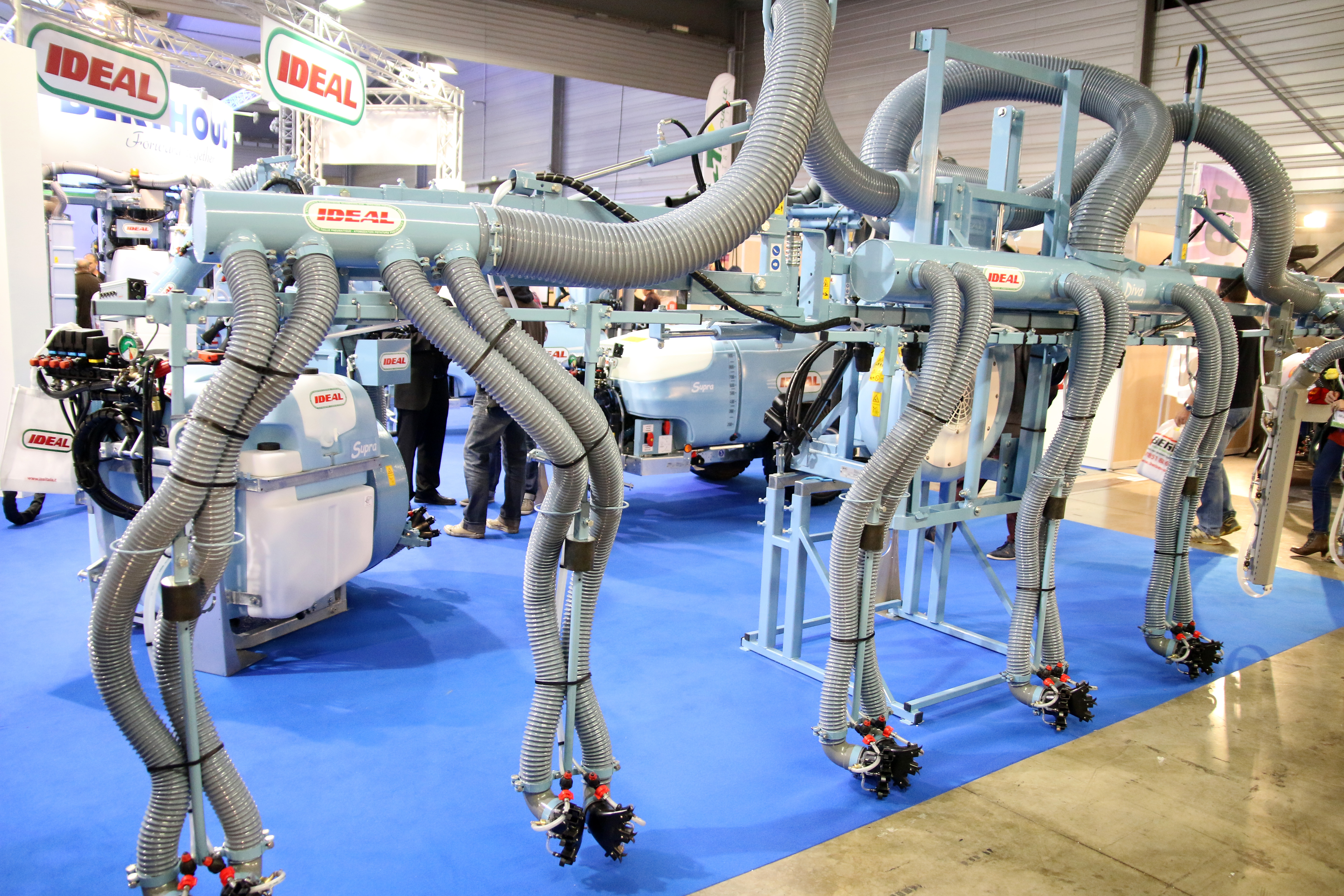
Système de pulvérisation pour 6 rangs.

La plupart des produits sont dilués dans l'eau avec un agent mouillant, et sont pulvérisés sur l'ensemble du plant.
La qualité de la pulvérisation à une influence primordiale sur l'efficacité du traitement: il est important de pulvériser sur tout le plant de manière homogène et de recouvrir les 2 faces de chaque feuille.
L'expérience montre que, même avec un bon système de pulvérisation bien réglé, toute la surface des feuilles et des grappes ne peut être touchée complètement, surtout sur les parties basses du plant.
On considère généralement que la pulvérisation maximale possible est atteinte lorsque les premières gouttes de produit tombent des feuilles. 

### Au canon

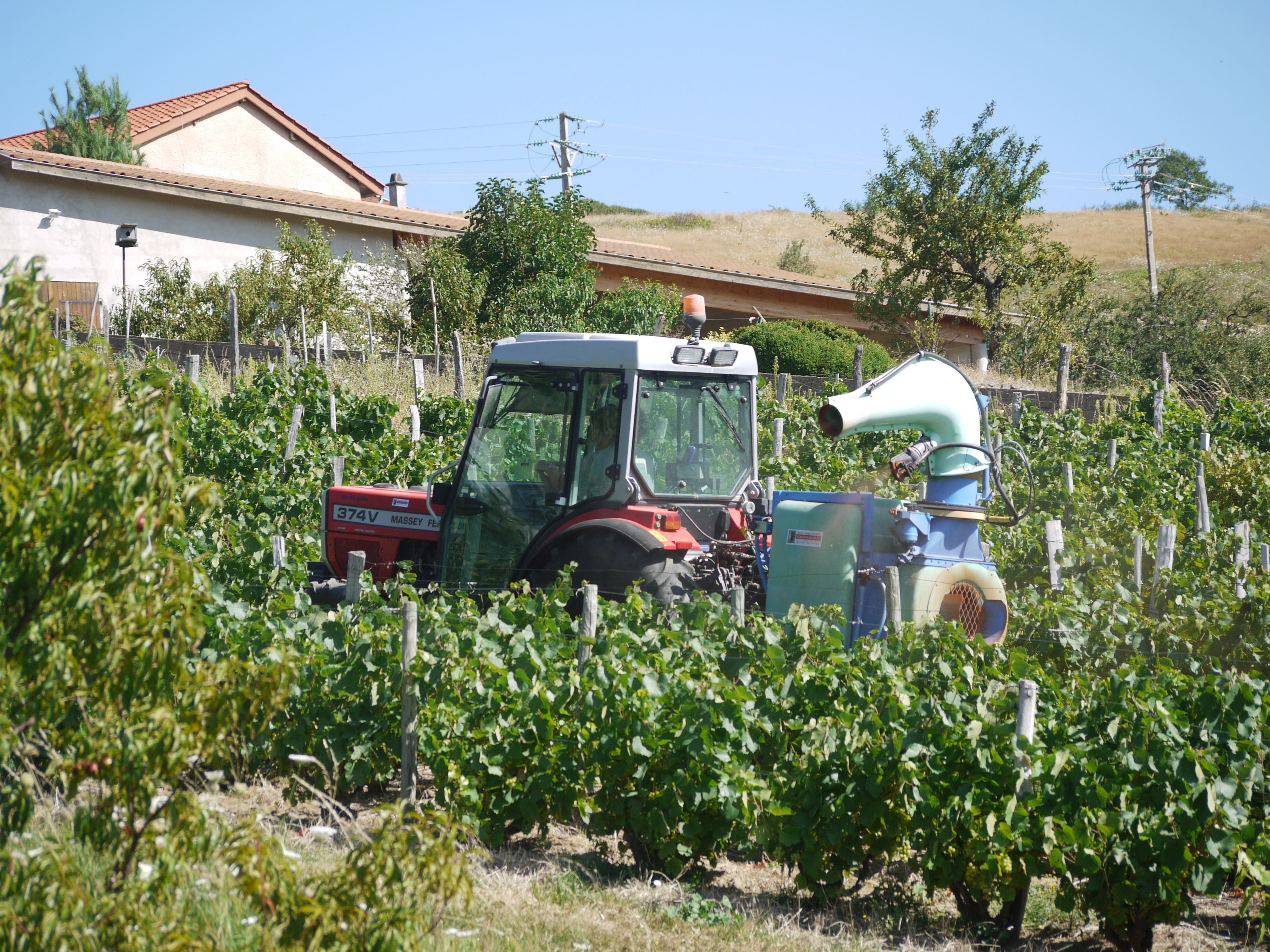
Traitement des vignes dans le Beaujolais à l'aide d'un pulvérisateur au canon.

Le produit de traitement est propulsé au-dessus des rangs par un système pneumatique. Le système propulse de droite à gauche par l'oscillation du canon, sur les rangs à proximité. Le produit est donc pulvérisé sur une seule face des rangs (faisant face à la sortie du canon). Cela nécessite d'autres passages dans des rangs éloignés pour couvrir les deux faces de chaque rang.
La pulvérisation étant diffuse pour couvrir un maximum de rangs, celle-ci est très influencée par le vent, ce qui a pour conséquence une mauvaise répartition de la brume de produit sur les rangs voulus. De plus, pour les mêmes raisons, la pénétration du produit de traitement dans le feuillage est faible, contrairement aux autres systèmes ou la pression et la proximité du rangs donnent une efficacité supérieure.
Les grappes sont donc moins protégées par les produits lorsque le feuillage est dense. Cette méthode peut donc être efficace pendant la croissance herbacée, mais diminue au fur et à mesure du cycle végétatif.
Ce système devient obsolète et n'est plus préconisé en viticulture, le parc de matériel existant reste cependant en utilisation dans de nombreux domaines viticoles.

### À la rampe
Une rampe solide et pliable supporte les buses de pulvérisation. Dans le but d'avoir un traitement uniforme, la hauteur doit être établie en fonction du type de buse, de l'angle de pulvérisation, de l'espacement entre les buses et de la hauteur de la vigne à traiter. Pour que la surface soit traitée de façon uniforme, il est essentiel de bien régler la hauteur de la rampe.

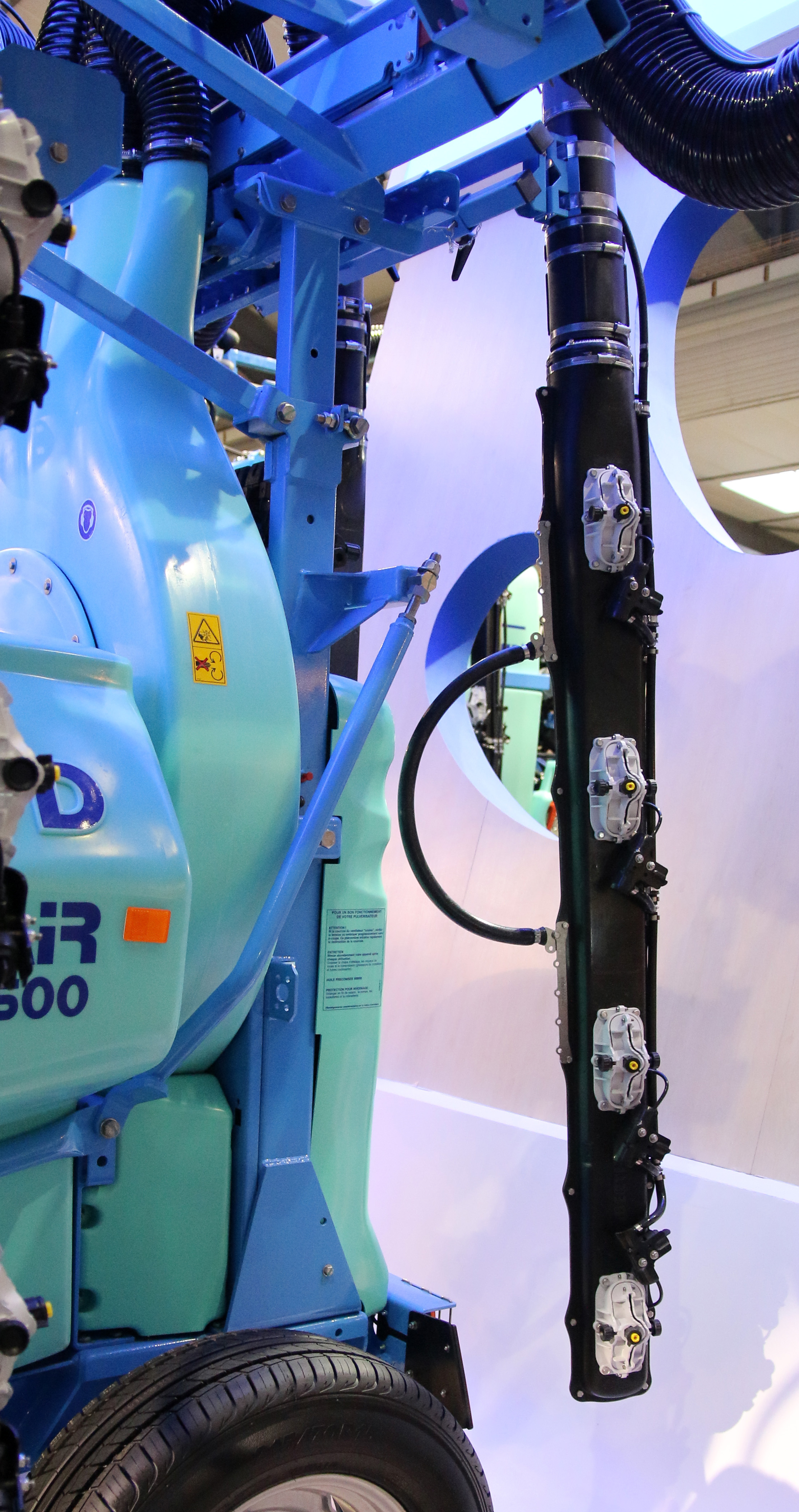
Rampe de pulvérisateur.
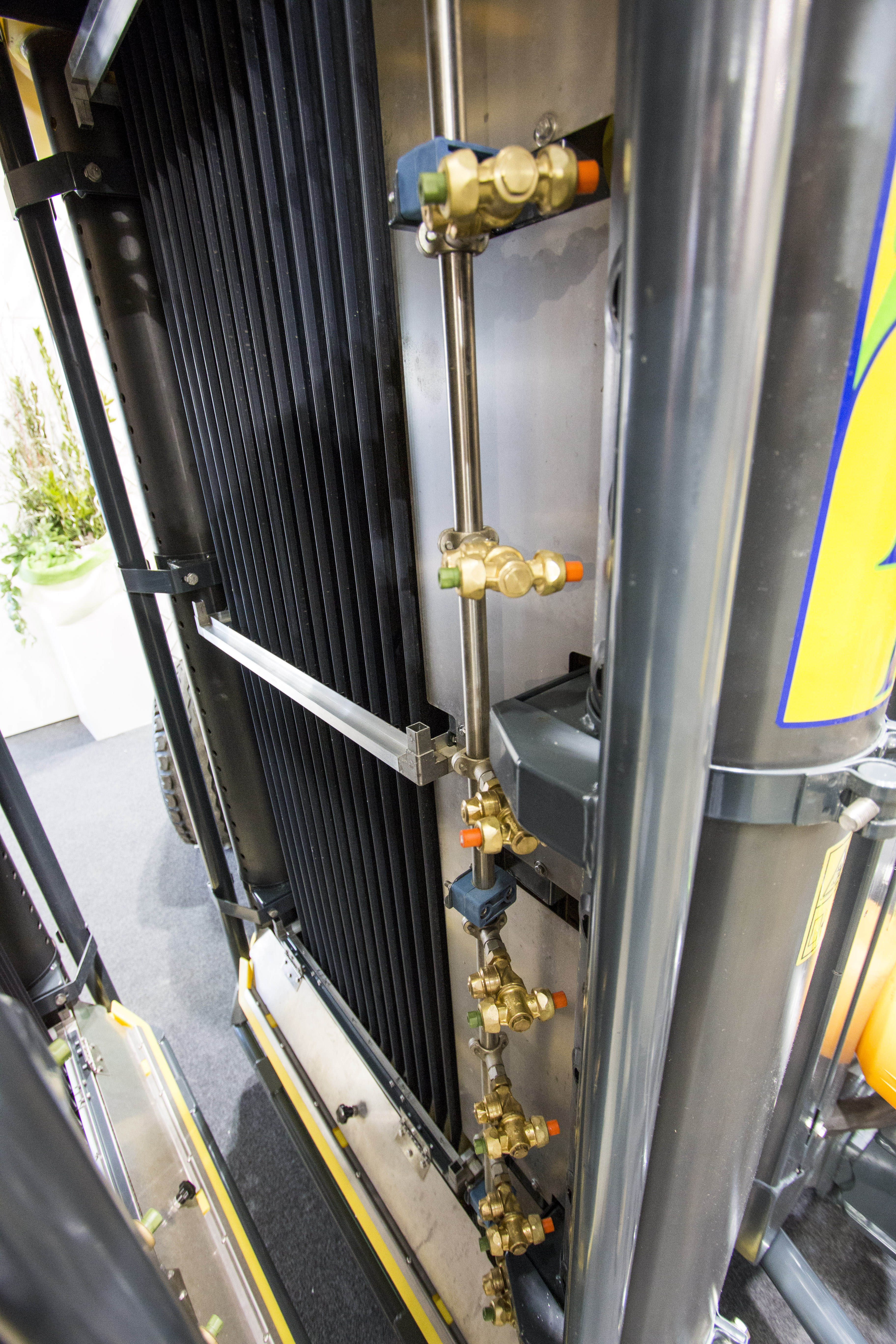
Matériel de pulvérisation avec panneaux récupérateurs de produit.
- Différentes buses de pulvérisation.

### À la voûte

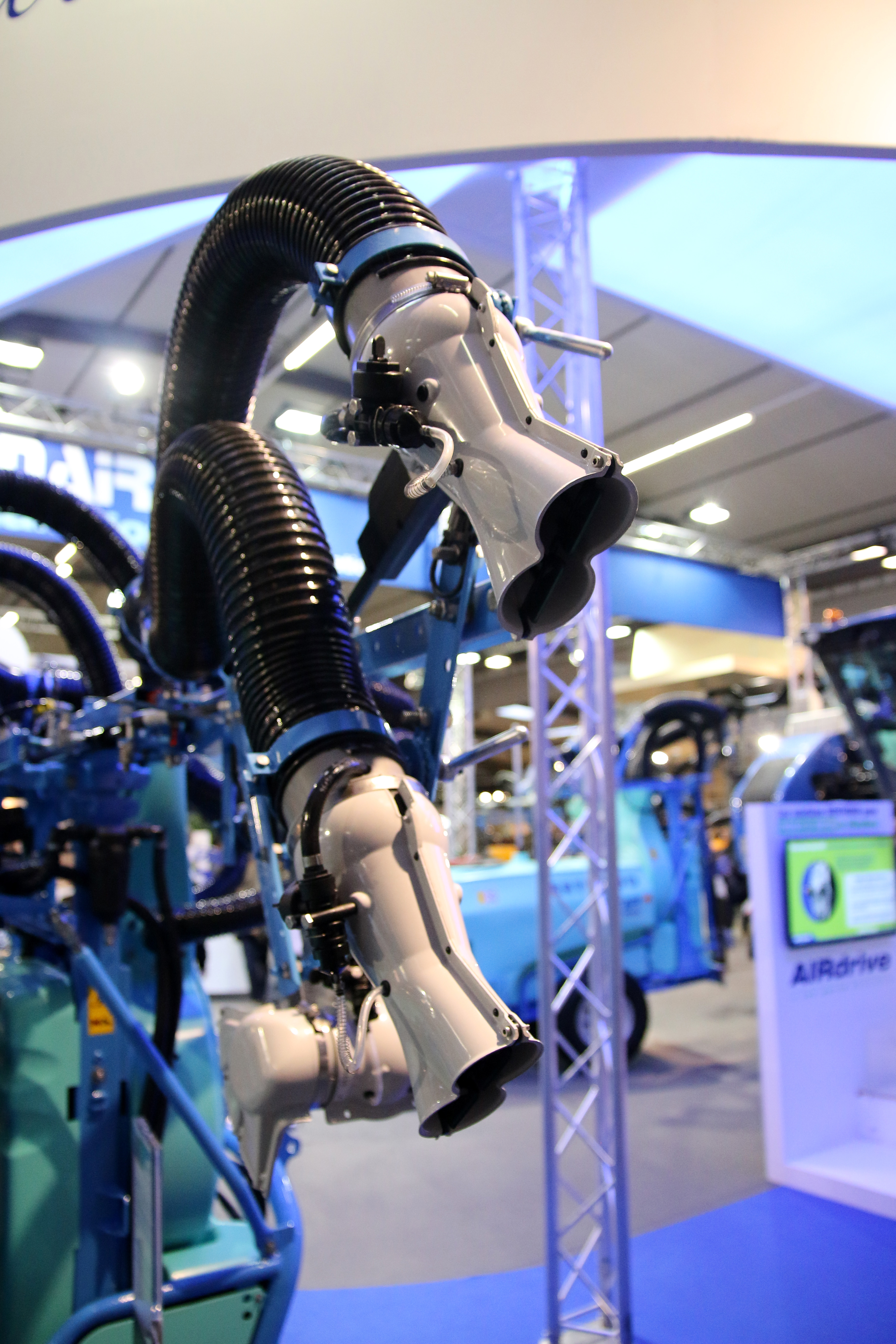
Voute de pulvérisation à jet porté.

Des gouttelettes de produits sont ici atomisées sous l’effet de la pression particulièrement favorable de l'air de la soufflerie radiale. Il est caractérisé par la production de fines gouttelettes et un taux d'application réduit. Les pompes utilisées sont généralement des pompes à faible pression de travail. Le mélange air liquide est dirigé sur les vignes par l'intermédiaire de plusieurs ouvertures de sortie réglables. 

### Pulvérisateur à dos

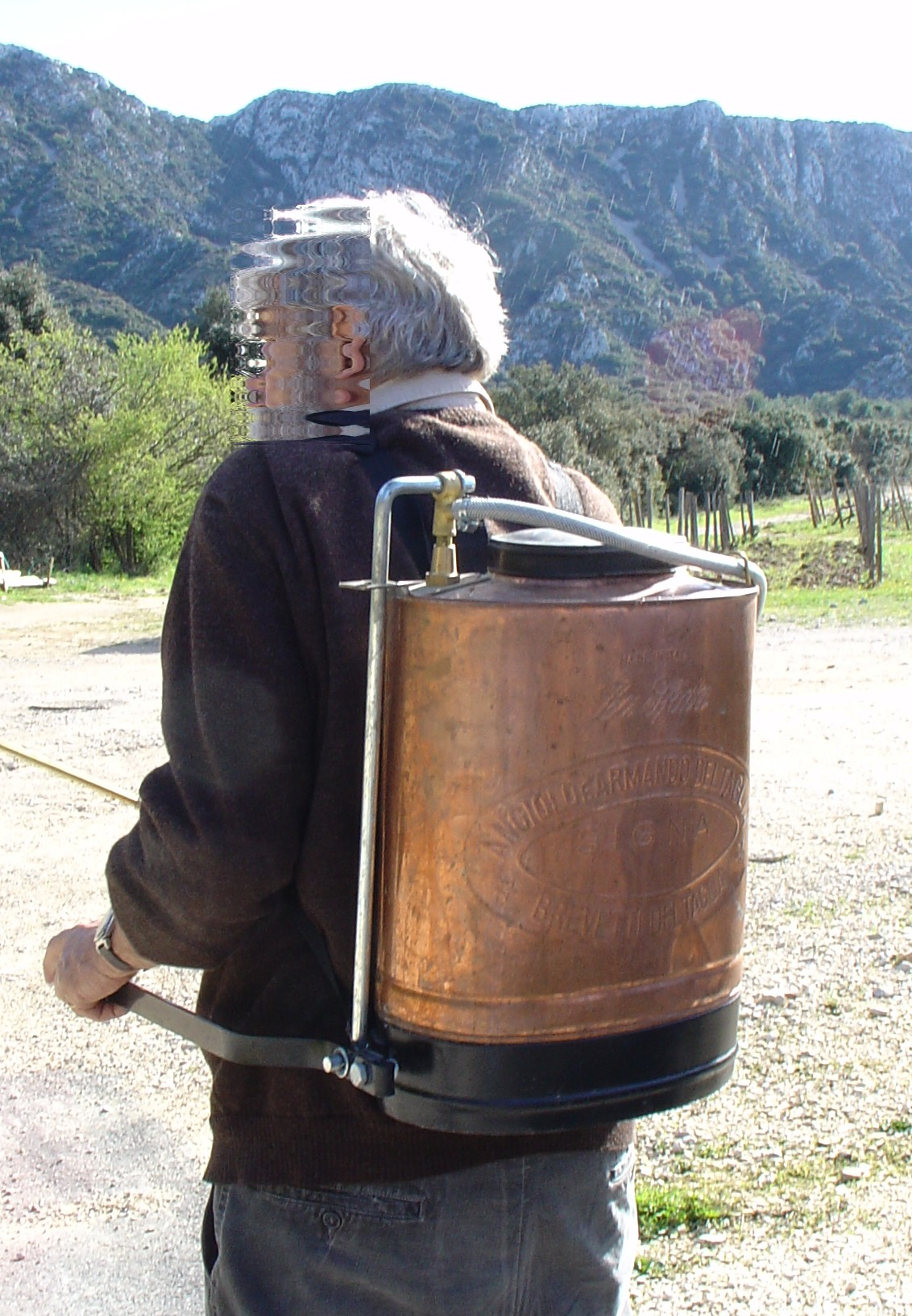
Pulvérisateur à dos (en cuivre) utilisé pour les préparations biodynamiques.

Le pulvérisateur à dos, aussi appelé bouille à dos, ou encore hotte, est un système portatif et individuel. Le réservoir est porté sur le dos, il est relié à un flexible terminé par un manche, puis une buse servant à diffuser le liquide. Les contenances du réservoir varient de 10 à 20 litres, pour permettre assez d'autonomie tout en limitant le poids à porter. Cette pratique est coûteuse en main-d’œuvre, mais s'affranchit des inconvénients du passage avec des tracteurs ou enjambeurs : il n'y a pas de tassement des sols, pas de consommation de carburant, et la main-d’œuvre n'a pas besoin d'avoir la qualification d'un tractoriste. Il est utilisé en marchant entre chaque rang de vigne, afin d'asperger le produit sur chaque face du feuillage.

#### Système manuel
Le système est muni d'un levier manuel latéral, faisant office de pompe, afin de mettre le circuit du système sous pression, et permettre ainsi la pulvérisation. Les modèles les plus anciens sont en métal, aujourd'hui les modèles plus modernes sont fabriqués en plastique ce qui permet d'en alléger le poids. La viticulture en biodynamie utilise préférentiellement des équipements en cuivre.[réf. nécessaire]

#### Système motorisé

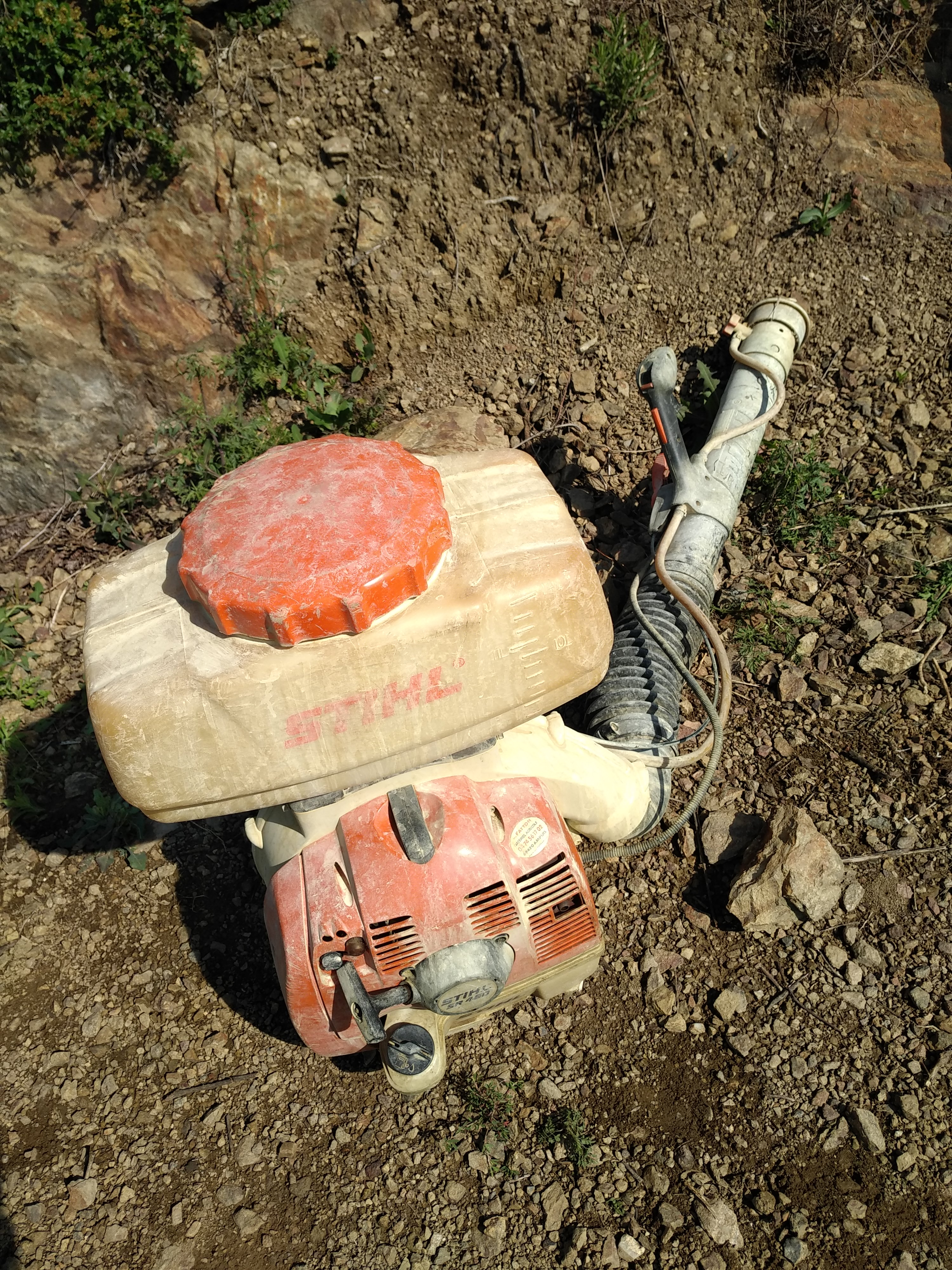
Atomiseur à moteur thermique, pouvant projeter un produit phytosanitaire sous forme liquide ou de poudre.

Un moteur permet la mise sous pression du circuit de pulvérisation, il peut également être couplé à un système de soufflerie. Dans ce cas l'air est aspiré par un ventilateur, et expulsé au niveau de la buse, faisant ainsi fonctionner le système selon le principe de jet porté.
Cet équipement est plus lourd, et donc plus fatigant à porter.

### Pulvérisateur à poudre
Les pulvérisateurs à poudre sont également appelés poudreuse, le traitement effectué est un poudrage.

#### Fonctionnement
Ce sont des pulvérisateurs qui permettent de projeter les traitements sous forme solide, à l’état de poudre.
Il existe des pulvérisateurs entraînés par la prise de force du tracteur et attaché derrière celui-ci, mais également des pulvérisateurs portatifs à dos, entraîné par un moteur thermique. 
Le pulvérisateur possède un système d'air qui permet de souffler sur la poudre pour la mettre en suspension dans le réservoir. Elle est ensuite aspirée et projetée via un ou plusieurs canons par un souffle d'air sur la vigne.

#### Emploi
La raison de son utilisation dépend de l'efficacité liée aux conditions de température. Quand le temps se réchauffe et devient plus sec en été, le soufre est plus efficace sous forme de poudre solide jaune pulvérisée à sec sur le plant. La sublimation du soufre par la chaleur permet de le diffuser dans l'air pour recouvrir uniformément tous les organes de la vigne. L'oïdium est alors détruit. Alors qu'en début de campagne le soufre utilisé contre l'oïdium est sous forme de poudre mouillable, diluée dans de l'eau, le mélange étant pulvérisé par les autres pulvérisateurs cités ci-dessus.

## Maladies de la vigne
Une vigne saine se reconnait au premier regard : les feuilles ont un port « fier », bien étalées et brillantes. Pour la plupart des maladies, surtout cryptogamiques, la vigne perd son éclat et l'aspect des feuilles exprime leur souffrance, généralement bien avant l'apparition des premiers symptômes de la maladie.
Les 2 principales maladies sont de type cryptogamique: l'oïdium et le mildiou. Elles sont dues à 2 champignons différents nécessitant des traitements différents.
Beaucoup de traitements pour ces maladies sont également actifs contre d'autres maladies cryptogamiques (black rot, pourriture grise, botrytis, etc.) qui sont traitées en même temps. Le soufre utilisé contre l'oïdium (un champignon) est aussi efficace contre l'érinose causée par un acarien microscopique.
Certaines régions ont un climat favorisant principalement l'oïdium, comme sur les bords de la Méditerranée, tandis que le mildiou prévaut sur l'oïdium dans d'autres régions.
Il n'existe aucun traitement contre la flavescence dorée transmise par un parasite (cicadelle de la famille des cigales). Quand un plant est atteint, la seule solution est l'arrachage du plant. On doit arracher toute la parcelle dès que plusieurs plants sont atteints (car les autres sont déjà contaminés et contamineront à leur tour les parcelles environnantes). Dans les régions où la maladie est connue, il existe une obligation légale de lutte préventive contre le parasite transporteur de la maladie à l'aide d'insecticides agréés suivant un protocole spécifique.

### Traitement du mildiou
La matière active la plus utilisée contre le mildiou est le cuivre, principalement sous forme de sulfate de cuivre appelé « bouillie bordelaise ».
Il vaut mieux traiter préventivement, mais on peut attendre de constater les toutes premières attaques pour commencer les traitements.
Bouillie bordelaise en traitement de base + un produit systémique (souvent accompagné d'un produit pénétrant dans les produits commercialisés).

### Traitement de l'oïdium
Contrairement au mildiou, il n'existe pas de vrai traitement curatif contre l'oïdium. 
La lutte prophylactique et le soufre restent, à ce jour, les seuls outils à portée du viticulteur pour lutter contre l'oïdium. 
Dans les régions où l'oïdium prévaut, son traitement nécessite des doses importantes et précoces.
En effet, dans ces régions, la pratique raisonnée qui tend à réduire les traitements en raison de leur coût et de leur toxicité peut favoriser une attaque insidieuse car invisible à ses débuts de l'oïdium qui nécessitera ensuite sur plusieurs années de nombreux traitements intensifs, coûteux et toxiques pour tenter d'éradiquer la maladie avec beaucoup de difficultés.

## Législation
La législation prévoit différentes normes de sécurité pour protéger d'une part les utilisateurs d'être en contact avec les produits de traitements, d'autre part les consommateurs avec les risques de résidus pouvant passer dans le raisin puis dans le vin, et enfin l’environnement pour limiter la pollution. Il en découle des doses ou fréquences maximales de traitement, et des mesures de précaution pour ne pas être exposés aux produits utilisés. 

### Délai de lessivage
C'est la durée après laquelle une pluie ne lessive plus le produit car il a eu le temps de pénétrer à l'intérieur de la plante (2 heures).

### Durée de persistance
C'est la durée au-delà de laquelle le traitement a perdu son efficacité. Une persistance de 14 jours est donnée en moyenne, passé ce délai, il faut reconstituer la protection si un risque de pression de maladie existe.
Il s'agit donc du délai théorique entre 2 traitements consécutifs, si les conditions météorologiques permettent un nouveau traitement. Il est parfois nécessaire d'assurer la protection en traitant plus tôt pour protéger la vigne de pluies à venir en fin de persistance, au contraire si la pression de maladie est nulle et que le temps s'annonce clément, il est possible de reporter le prochain traitement tant que possible.
En cas de forte pression de la maladie, il est conseillé de raccourcir ce délai (de 14 à 12 jours par exemple).
Cela détermine la fréquence des traitements, donc le nombre de passages avec un produit ou la quantité d'un produit utilisé par année, qui est soumis à une limite propre à chaque substance par la législation.

### Doses homologuées
L'utilisation des produits phytosanitaires de synthèse est très encadrée par la réglementation.
Les fiches techniques livrées avec les différents produits indiquent les doses autorisées pour chaque type de culture, ainsi que plusieurs durées à respecter pour limiter les risques dus à la dangerosité des produits. Nous donnons des valeurs pour illustrer le propos, mais il faut absolument se reporter aux indications fournies pour le produit concerné, valeurs qui résultent d'essais pour l'homologation préalable avant l'autorisation de mise sur le marché.
Ces durées doivent éventuellement être augmentées suivant les conditions climatiques et/ou météorologiques.

### Délai de Rentrée dans la parcelle (DRE)
C'est la durée que l'on doit attendre, après un traitement, avant d'entrer dans la parcelle (minimum 6 heures (12 heures en Gironde), à 48 heures).
Il permet le séchage du produit liquide, la dissipation des odeurs et la réduction du risque d'irritation par contact avec la vigne.

### Délai avant Récolte (DAR)
Durée pendant laquelle il est interdit de vendanger, vendre et/ou consommer le raisin après le ou les derniers traitements, cette latence varie en fonction des produits, allant de 14 jours ou 45 jours en moyenne.

### Toxicité des produits
Avant de mettre un nouveau produit sur le marché, son fabricant doit effectuer des tests de toxicité (sur l'homme et les animaux, la flore et la faune sauvage, y compris l'équilibre biologique des étangs et rivières, etc.) et indiquer dans la notice du produit les précautions nécessaires.
Les produits phytosanitaires toxiques ne sont vendus qu'à des professionnels homologués et la personne qui effectue le traitement doit avoir été formée à la prévention des risques dus aux produits toxiques et à leur manipulation.
Certains de ces produits sont vendus librement pour usage dans les jardins d'amateurs, mais en très petite quantité. Mais même dans ce cas, il est nécessaire de respecter les précautions indispensables.
Ces précautions particulières concernent le stockage des produits, leur mise en œuvre (manipulation, dispersion et dilution dans la cuve du pulvérisateur, possibilité de lavage des mains sur les postes de travail et le pulvérisateur, cabine étanche et climatisée, gants et protections personnelles, douche et lavage avant de boire, manger, téléphoner ou rentrer chez soi, etc.), l'élimination des produits ainsi que l'élimination des emballages vides ou partiellement vides.
Il ne faut, par exemple, diluer que la stricte quantité de produit nécessaire afin de ne pas avoir un surplus de mélange à éliminer. Les restes de produit doivent être pulvérisés dans la parcelle pour ne jamais ramener de bouillie excédentaire. Les différentes eaux de rinçage des ustensiles doivent aussi être pulvérisées dans la parcelle et aucun reste de bouillie ne doit être ramené.
La personne qui effectue le traitement être protégée par une combinaison étanche protégeant toute la surface de son corps, avec gants, lunettes, son air de respiration doit être filtré, etc.
Elle doit aussi tenir compte de différents facteurs (direction du vent pour manipulations « avec le vent » et traitement « contre le vent », dépollution de ses vêtements et protections après traitement, etc.).
Par ailleurs il apparaît à l'usage, plusieurs années après la mise sur le marché, des effets néfastes sur certaines activités biologiques des êtres vivants. On peut citer en exemple la disparition des abeilles causée par certains insecticides, ou il peut apparaitre une inhibition des activités reproductives pour certaines espèces particulières.
Régulièrement certains produits sont retirés du marché, et les fabricants doivent chercher de nouvelles molécules pour les remplacer. Ces nouvelles molécules présenteront éventuellement quelques années plus tard de nouveaux problèmes qui les feront à leur tour retirer du marché.[réf. nécessaire]
Il existe un plan pour retirer entre les années 2018 et 2020 les principaux principes actifs actuellement utilisés, particulièrement les produits à action systémique considérés comme indispensables.
Même les produits utilisés en viticulture biologique posent problème : les grandes quantités de sulfate de cuivre utilisé notamment contre le mildiou enrichissent à la longue les sols en cuivre, pouvant parfois provoquer la chlorose des plantes poussant sur ces sols. Le cuivre est de plus très toxique pour les organismes aquatiques.
Le soufre également utilisé en grandes quantités contre l'oïdium peut aussi à la longue poser problème.

## Importance de la météorologie
Les pulvérisations nécessitent des conditions météorologiques bien précises qui sont rarement réunies :
- vent nul ou très faible pour ne pas emporter au loin les fines gouttelettes de produit ;
- température ni trop forte ni trop froide. Il convient en particulier d'éviter les heures chaudes car le produit pourrait « brûler » les organes fragiles ;
- hygrométrie ni trop forte ni trop faible, et bien sûr absence de pluie.

Or les délais de lessivage et de persistance définissent le moment précis où l'on doit effectuer les traitements, et les conditions météorologiques ne concordent pas forcément avec ces délais.
Les fabricants de produits phytosanitaires comme Sygenta proposent un service météorologique sur Internet qui permet de prévoir les jours et heures pour lesquels les pulvérisations sont possibles. Mais certains années, il existe des périodes de météo défavorable trop longues pour permettre une lutte efficace, et la maladie perdure d'une année sur l'autre, si ce n'est quasi définitivement.

## Traitement dans la viticulture biodynamique
La réglementation en viticulture biodynamique n'autorise pas de produits de synthèse, et se limite donc au cuivre et au soufre. Par ailleurs des préparations à base de diverses plantes sont pulvérisées sur la vigne. Elles sont préparées dans l'eau, qui après filtration, sera pulvérisée sur la vigne. Cette filtration est importante et nécessaire pour ne pas boucher le circuit de pulvérisation avec des particules résiduelles de la préparation.[réf. nécessaire]

## Apparition de souches résistantes
Le cuivre et le soufre ont jusqu'à maintenant conservé leur efficacité au cours des années, et on n'a pas noté de phénomène de réduction d'efficacité en raison de l'apparition de résistances à ces produits. Mais pour quasiment tous les produits de synthèse, il existe toujours des souches de champignons ou de parasites plus résistantes que la moyenne.
Si l'on appliquait toujours le même produit, elles s'habitueraient à l'action du produit et se développeraient malgré les traitements. Le produit concerné, ainsi que tous ceux de la même famille, perdraient alors toute efficacité vis-à-vis de cette maladie et il n'existerait plus de moyen de lutte contre ces souches rebelles.
Pour éviter l'apparition de souches résistantes, il est interdit d'utiliser le même produit deux fois de suite, et il faut impérativement limiter le nombre de traitements à 2 à 3 utilisations non consécutives dans l'année (nombre maxi indiqué dans la notice du produit). Cela oblige à employer au cours de la saison au moins 4 produits choisis dans des familles différentes pour pouvoir assurer les traitements successifs.
Certains produits commerciaux associent 2 ou 3 substances actives de manière à éradiquer les différentes souches résistantes à l'une des substances.

## Lutte prophylactique
Ces actions participent puissamment à la lutte contre les maladies.

### Élimination des sarments taillés
Lors de la taille de la vigne, les sarments laissés au sol (éventuellement broyés) présentent un risque de recontamination pour l’année ultérieure. Certaines maladies cryptogamiques ont en effet une forme de conservation, état dans lequel la maladie attend des conditions favorables d'humidité et de température pour se développer. Ces conditions apparaissent au printemps, et la maladie sera à nouveau disséminée par le vent et les pluies sur les rameaux en croissance par « effet splash ».

### Entretien de l’inter-rang
Cela consiste à travailler la partie de sol située entre deux rangs de vignes. Deux méthodes avec des buts différents sont possibles. Elles présentent chacune leurs avantages et inconvénients.

#### Le labour
Il est possible de labourer la zone de l’inter-rang pour enfouir les feuilles et grains de raisins tombés à l'automne, qui peuvent porter des germes de maladie et être la source de contaminations pour l’année à venir.

#### L'enherbement
Semer de l'herbe (ou la laisser pousser) et l'entretenir comme on ferait pour une pelouse.
L'herbe entre en concurrence avec la vigne pour l'eau et l'azote. Gênant lorsque le sol est peu profond et que la vigne ne peut enfoncer profondément ses racines. En revanche, ces zones herbeuses, en augmentant la biodiversité, favorisent la vie des auxiliaires qui aident à lutter contre les maladies, et permettent aussi de mieux supporter le poids des machines sans créer d'ornières. La concurrence avec la vigne conduirait aussi à des vignes moins vigoureuses et donc mieux aérées, évitant la pourriture de la grappe. De toutes façons, il faut supprimer toute jeune vigne qui viendrait à pousser. Les pépins des grains de raisin tombés au sol lors des vendanges germent et des jeunes plants de vigne apparaissent. Ces jeunes pousses sont très sensibles aux maladies et deviennent rapidement des foyers d'infection pour les autres plants. Il faut éliminer tous ces jeunes plants au fur et à mesure de leur apparition.
À noter que lors de l'entretien de la zone entre rangs de vignes, il ne faut intervenir que sur 1 rang sur 2 pour laisser le temps aux auxiliaires de migrer vers l'autre inter-rang non travaillé cette fois, sur lequel on reviendra plusieurs jours après.

### Épamprage et effeuillage
Si on lui laisse porter trop d'organes, la vigne perd sa vigueur et sa résistance aux maladies, et la végétation ne profite pas d'une aération suffisante pour limiter l’humidité favorable aux maladies.
Il est possible de retirer les feuilles inutiles, les entrecœurs et les gourmands, en particulier ceux situés devant les grappes. Dès la fermeture des grappes (quand les grains commencent à se toucher), il faut supprimer les feuilles autour des grappes pour laisser l'air circuler librement tout autour. Sinon, la pluie et la rosée du matin seraient longues à sécher et l'humidité stagnante entre les grains favoriserait les maladies cryptogamiques.
La suppression des pampres sur le cep, près du sol, permet de limiter l'effet « escalier », c'est-à-dire la contamination de la maladie depuis le sol, de proche en proche jusqu'au feuillage.

### Égrenage ou éclaircissage
Pour certaines variétés particulièrement sensibles à la pourriture et particulièrement celles destinées à la production de raisin de table (dattier de Beyrouth, etc.), on pratique l'égrenage. Cela consiste à supprimer les grains du cœur des grappes à l'aide de ciseaux ou d'un sécateur à bouts droits et pointus. Cela permet aux grappes de s'aérer, en évitant que les baies ne se touchent  entre elles et retiennent l'humidité. Il est également possible de pratiquer une vendange en vert dans le même but, pour éviter que les grappes ne créent de foyers d'humidité en se touchant entre elles.

### Améliorer la résistance de la vigne aux maladies
- Veiller à éviter l'entrée des maladies : il vaut mieux prévenir que guérir, d'autant plus qu'il n'existe pas de traitement curatif absolument efficace contre l'oïdium et le mildiou, et aucun traitement contre la flavescence dorée, etc. Une taille sévère et une charge réduite permettent à la vigne de ne pas disperser ses défenses dans une plante trop volumineuse, tout en favorisant la qualité du raisin.

- Gestion des équilibres nutritionnels de la plante (la potasse renforce la résistance aux maladies, et il existe d'autres stimulateurs des défenses naturelles).

- La protection biologique quand elle existe.

### Utiliser les auxiliaires naturels en favorisant la biodiversité dans la parcelle
La faune naturelle (oiseaux, petits mammifères et insectes) sont de précieux auxiliaires car ils consomment beaucoup de parasites de la vigne, ce qui permet d'éviter des traitements qui, sans eux, deviendraient indispensables.
Il est donc rentable de favoriser l'existence de cette faune qui vit et niche dans les haies entre parcelles, les grands arbres isolés, les bâtiments non utilisés et les zones enherbées entre les rangs de vigne.
D'où l'intérêt de créer (ou recréer) des haies entre parcelles, de planter des arbres et d'entretenir les vieux bâtiments dans lesquels cette faune peut s'abriter lors des intempéries.
Les haies évitent aussi aux ravageurs de passer facilement d'une parcelle à l'autre et d'avoir des attaques explosives sur un ensemble de parcelles.
Pour que ces auxiliaires puissent vivre tout au long de l'année, il est nécessaire de leur laisser de la nourriture, et donc de ne pas éliminer complètement les insectes ravageurs de la vigne...
Il est aussi important de se préoccuper de l'effet des traitements chimiques phytosanitaires sur ces précieux auxiliaires.